# Kappenastrild
Der Kappenastrild (Estrilda atricapilla), auch Schwarzkappenastrild oder Schwarzköpfchen genannt, ist eine afrikanische Art aus der Familie der Prachtfinken. Es werden vier Unterarten für diese Art unterschieden.

## Beschreibung
Schwarzkappenastrilde erreichen eine Körperlänge von 10,5 Zentimeter. Das Männchen des Schwarzkappenastrilds hat einen schwarzen Oberkopf, wobei sich das Schwarz bis über die Augen ausdehnt. Der Rücken, die Flügeldecken und die inneren Armschwingen sind aschgrau. Sie sind fein, aber deutlich schwarz quergewellt. Die inneren Armschwingen sind dabei etwas gröber quer gebändert. Der Bürzel und die Oberschwanzdecken sind leuchtend rot. Der Schwanz ist schwarz. Je nach Unterart sind die Kopfseiten und die Kehle weiß bis hellgrau. Die Körperseiten sind lebhaft dunkelrot. Die Bauchmitte und die Unterschwanzdecken sind schwärzlich. Die übrige Körperunterseite ist aschgrau. Der Schnabel ist schwarz. Auf der Basis des Unterschnabels befindet sich ein dreieckiger roter Fleck. Die Läufe und die Füße sind schwärzlich.
Die Weibchen gleichen den Männchen. Bei ihnen sind die roten Flecken an der Körperseite dunkler und weniger ausgedehnt. Die Jungvögel sind auf der Körperoberseite graubraun statt grau.

## Verbreitung und Lebensweise
Das Verbreitungsgebiet des Kappenastrilds reicht vom Süden Kameruns über Gabun und den Nordosten Angolas bis in das Zentralgebiet der Demokratischen Republik Kongo und südwärts bis zum Tanganjikasee. Die Art kommt außerdem im Westen Ruandas, im Südwesten Ugandas und in den Hochgebirgen Kenias vor. Er ist im Allgemeinen südlicher verbreitet als der nah verwandte Nonnenastrild. Die Höhenverbreitung reicht gelegentlich bis zu 3300 Höhenmeter. In einigen Regionen kommen die beiden Arten in gemeinsamen Schwärmen vor. 
Der Lebensraum des Kappenastrilds sind lichte Stellen des Urwalds, Waldränder und Waldlichtungen. Anders als der Nonnenastrild, der oft in Schwärmen mit hunderten Individuen vorkommt, kommen Kappenastrilde nur in kleinen Schwärmen mit bis zu 15 Vögeln vor. Gelegentlich ist der Kappenastrild auch mit dem Nonnenastrild vergesellschaftet, im Osten seines Verbreitungsgebietes ist er auch mit dem Grünastrild und den Elsterchen vergesellschaftet. Die Brutzeit variiert je nach Standort. Sie nisten in Büschen und kleinen Bäumen. Über dem rundlichen Nest wird gelegentlich ein sogenanntes Hahnennest errichtet. Das Gelege besteht aus vier bis fünf weißen Eiern.

## Haltung
Kappenastrilde wurden vermutlich erstmals 1874 nach Europa importiert. Sie blieben danach über Jahrzehnte sehr selten im Handel. Erst seit 1953 kommen Kappenastrilde vereinzelt in den Handel. Sie werden mittlerweile von einem kleinen Kreis von Haltern nachgezüchtet.

## Belege

### Einzelbelege
1. ↑  Nicolai et al., S. 267.